# World TeamTennis 2013
World TeamTennis 2013 — летняя профессиональная командная теннисная лига, игры которой проходят в США в июле 2013 года. Представляет собой тридцать восьмой сезон профессионального турнира World TeamTennis. Чемпионом в третий раз подряд и четвёртый раз за последние пять лет стала команда «Вашингтон Каслс».

## Команды-участницы
В играх лиги принимают участие восемь команд, разбитых на две конференции по географическому признаку. Команды представляют шесть штатов США и округ Колумбия.
| Восточная конференция | Восточная конференция   | Восточная конференция                                                                                              | Западная конференция   | Западная конференция     | Западная конференция |
| Команда               | Город                   | Состав | Команда                | Город                    | Состав |
| --------------------- | ----------------------- | --- | ---------------------- | ------------------------ | --- |
| Бостон Лобстерс       | Манчестер, Массачусетс  | Эрик Буторак Амир Вайнтрауб Джилл Крайбас Каталин Мароши Марк Филиппуссис                                          | Ориндж Каунти Брейкерз | Ирвайн, Калифорния       | Коко Вандевеге Лига Декмейере Стив Джонсон Мария Елена Камерин Трет Хьюи                                                    |
| Вашингтон Каслс       | Вашингтон               | Кевин Андерсон Ракель Копс-Джонс Алла Кудрявцева Леандер Паес Бобби Рейнольдс Анастасия Родионова Мартина Хингис   | Сакраменто Кэпиталз    | Ситрус-Хайтс, Калифорния | Николь Гиббс Ольга Говорцова Сэм Куэрри Меган Мултон-Леви Марк Ноулз Райан Свитинг Тейлор Таунсенд Ирина Фалькони Марди Фиш |
| Нью-Йорк Спортаймс    | Нью-Йорк/Олбани         | Джеймс Блейк Анна-Лена Грёнефельд Роберт Кендрик Эрик Куигли Джон Макинрой Квета Пешке Абигейл Спирс Джесси Уиттен | Спрингфилд Лейзерс     | Спрингфилд, Миссури      | Рик де Вуст Ваня Кинг Алиса Клейбанова Энди Роддик Жан-Жюльен Ройер                                                         |
| Филадельфия Фридомз   | Вилланова, Пенсильвания | Сэмюэль Грот Виктория Дюваль Джордан Керр Алисон Риск Мария Санчес Лизель Хубер                                    | Тексас Уайлд           | Ирвинг, Техас            | Александр Богомолов Боб Брайан Майк Брайан Эжени Бушар Айсам-уль-Хак Куреши Джим Курье Дарья Юрак                           |

1. 1 2 3 4 5 6 7 8  Запасной

## Турнирная таблица
Команды внутри каждой конференции играют в основном между собой, отдельные игры проводя с командами из другой конференции. Каждая команда проводит в рамках группового турнира по 14 игр (семь дома и семь на выезде) по 5 сетов — в мужском одиночном, женском одиночном, мужском парном, женском парном и смешанном парном разряде. По две лучших команды в каждой конференции разыгрывают финалы конференций, победители которых встретятся в финале лиги. Круговой этап турнира проходил с 7 по 24 июля. Финальные матчи конференций пройдут 25 июля 2013 года на домашних кортах победителей конференций, а финал — 27 июля на домашнем корте команды-победительницы Восточной конференции.

### Групповой этап
| Легенда  |
| -------- |
| Дома     |
| В гостях |

#### Восточная конференция
| Команда             | ВК                     | БЛ                     | ФФ                      | НС                      | СЛ          | ТУ          | ОБ          | СК          | В  | П  | %    |
| ------------------- | ---------------------- | ---------------------- | ----------------------- | ----------------------- | ----------- | ----------- | ----------- | ----------- | -- | -- | ---- |
| Вашингтон Каслс     |                        | 25:12 23:18 19:18 25:9 | 22:18 23:13             | 23:15 21:20 23:15       | 15:22 21:15 | 18:23 23:16 |             | 23:14       | 12 | 2  | 85,7 |
| Бостон Лобстерс     | 12:25 18:23 18:19 9:25 |                        | 22:19 22:18             | 20:18 17:24 14:21       | 14:22 15:23 | 17:22       |             | 23:19 19:15 | 5  | 9  | 35,7 |
| Филадельфия Фридомз | 18:22 13:23            | 19:22 18:22            | 20:19 17:22 21:16 20:19 |                         | 20:23 21:20 | 14:24       | 17:20 22:19 | 19:23       | 5  | 9  | 35,7 |
| Нью-Йорк Спортаймс  | 15:23 20:21 15:23      | 18:20 24:17 21:14      |                         | 19:20 22:17 16:21 19:20 | 22:21 16:22 | 20:22       | 13:20       |             | 4  | 10 | 28,6 |

#### Западная конференция
| Команда                | СЛ          | ТУ                      | ОБ                      | СК                      | ВК          | БЛ          | ФФ          | НС          | В | П | %    |
| ---------------------- | ----------- | ----------------------- | ----------------------- | ----------------------- | ----------- | ----------- | ----------- | ----------- | - | - | ---- |
| Спрингфилд Лейзерс     |             | 20:18                   | 21:19 19:20             | 20:19 22:17             | 22:15 15:21 | 22:14 23:15 | 23:20 20:21 | 21:22 22:16 | 9 | 5 | 64,3 |
| Тексас Уайлд           | 18:20       |                         | 20:18 15:25 17:23 20:18 | 17:22 23:10 22:19 22:18 | 23:18 16:23 | 22:17       | 24:14       | 22:20       | 9 | 5 | 64,3 |
| Ориндж Каунти Брейкерз | 19:21 20:19 | 18:20 25:15 23:17 18:20 |                         | 14:22 21:13 16:21       |             |             | 20:17 19:22 | 20:13       | 7 | 7 | 50,0 |
| Сакраменто Кэпиталз    | 19:20 17:22 | 22:17 10:23 19:22 18:22 | 22:14 13:21 21:16       |                         | 14:23       | 19:23 15:19 | 23:19       |             | 5 | 9 | 35,7 |

### Финалы конференций
Финалы конференций прошли 25 июля на домашних кортах победителей конференций. 
| Команда               | ЖО                    | МО                    | ЖП                    | МП                    | СП                    | ОТ                    | Общий счёт            |                       |
| Восточная конференция | Восточная конференция | Восточная конференция | Восточная конференция | Восточная конференция | Восточная конференция | Восточная конференция | Восточная конференция | Восточная конференция |
| --------------------- | --------------------- | --------------------- | --------------------- | --------------------- | --------------------- | --------------------- | --------------------- | --------------------- |
| Вашингтон Каслс       | 5                     | 4                     | 5                     | 5                     | 5                     | 1                     | 25                    |                       |
| Бостон Лобстерс       | 2                     | 5                     | 1                     | 2                     | 2                     | 0                     | 12                    |                       |
| Западная конференция  |                       |                       |                       |                       |                       |                       |                       |                       |
| Спрингфилд Лейзерс    | 5                     | 5                     | 5                     | 5                     | 5                     |                       | 25                    |                       |
| Тексас Уайлд          | 1                     | 3                     | 1                     | 1                     | 3                     |                       | 9                     |                       |

1. ↑  Амир Вайнтрауб («Лобстерс») обыграл Бобби Рейнольдса («Каслс») в пятом, завершающем, сете матча. В случае, когда пятый сет выигрывает проигрывающая команда, матч продолжается до выигрыша первого гейма представителем ведущей команды или до момента, когда представитель проигрывающей команды выводит её вперёд

### Финал лиги
Финальный матч прошёл 28 июля в Вашингтоне — на домашнем корте победителя Восточной конференции. 
| Команда            | ЖО | МО | ЖП | МП | СП | Общий счёт |
| ------------------ | -- | -- | -- | -- | -- | ---------- |
| Вашингтон Каслс    | 5  | 5  | 5  | 5  | 5  | 25         |
| Спрингфилд Лейзерс | 2  | 1  | 3  | 2  | 4  | 12         |

## Лидеры лиги
| Разряд            | Лидер            | Команда   | Выиграно геймов | Проиграно геймов | Процент побед |
| ----------------- | ---------------- | --------- | --------------- | ---------------- | ------------- |
| Женский одиночный | Мартина Хингис   | Каслс     | 42              | 18               | 70,0          |
| Мужской одиночный | Бобби Рейнольдс  | Каслс     | 49              | 31               | 61,3          |
| Женский парный    | Квета Пешке      | Спортаймс | 68              | 40               | 63,0          |
| Мужской парный    | Жан-Жюльен Ройер | Лейзерс   | 66              | 45               | 59,5          |
| Смешанный парный  | Мартина Хингис   | Каслс     | 47              | 32               | 59,5          |

- Самый ценный игрок (MVP) сезона среди женщин: Мартина Хингис («Вашингтон Каслс», второй раз подряд)[2]
- Самый ценный игрок сезона среди мужчин: Жан-Жюльен Ройер («Спрингфилд Лейзерс»)[2]
- Лучшие новички: Алиса Клейбанова («Спрингфилд Лейзерс»), Стив Джонсон («Ориндж Каунти Брейкерз»)[2]
- Самый ценный игрок финала: Бобби Рейнольдс («Вашингтон Каслс»)[3]
- Тренер года: Мерфи Дженсен («Вашингтон Каслс», третий раз подряд)[2]

## Ключевые события
9 июля, выиграв свой второй матч в сезоне, команда «Вашингтон Каслс» установила новый рекорд для всех профессиональных лиг США по продолжительности победных серий. Одержав 34 победы подряд в регулярном сезоне, «Каслс» превзошли рекорд «Лос-Анджелес Лейкерс», установленный в сезоне 1971—1972 годов в НБА. Но уже в следующей игре победную серию прервала команда «Тексас Уайлд» — новичок лиги, победив «Каслс» на своём корте.